# Vuelta a las Vascongades y Navarra
Das Straßenradrennen Vuelta a las Vascongades y Navarra war ein spanisches Etappenrennen, das vom 1. bis 3. August 1913 für Berufsfahrer im Baskenland und in Navarra veranstaltet wurde.

## Rennverlauf
Das Rennen wurde über vier Etappen ausgetragen. Die Vuelta a las Vascongades y Navarra galt als ein Vorläufer der Baskenland-Rundfahrt. Veranstalter war die Unión Sportiva Alavesa. Die Rundfahrt wurde als nationale Meisterschaft im Straßenrennen gewertet, der Sieger Juan Martí gewann mit dem Etappenrennen zugleich den spanischen Meistertitel.

## Etappen
| Etappe    | Tag       | Start – Ziel             | km  | Etappensieger   |
| --------- | --------- | ------------------------ | --- | --------------- |
| 1. Etappe | 1. August | Vitoria-Gasteiz–Pamplona | 114 | Josép Magdalena |
| 2. Etappe | 2. August | Pamplona–San Sebastián   | 89  | Josép Magdalena |
| 3. Etappe | 3. August | San Sebastián–Bilbao     | 128 | Lorenzo Oca     |
| 4. Etappe | 3. August | Bilbao–Vitoria-Gasteiz   | 71  | Juan Martí      |

## Ergebnis
| Endstand | Endstand          | Endstand   |
| -------- | ----------------- | ---------- |
| Erster   | Juan Martí        | 14:55:33 h |
| Zweiter  | Lorenzo Oca       | +13:34 min |
| Dritter  | Joaquim Larrañaga | +29:27 min |
| Vierter  | Guillermo Antón   | +23:13 min |
| Fünfter  | Josép Magdalena   | +24:32 min |
| Sechster | Antonio Crespo    | +29:27 min |